# Подлядье (Тверская область)
Подлядье — деревня в Пеновском районе Тверской области.

## География
Находится в западной части Тверской области на расстоянии приблизительно 8 км на север-северо-запад по прямой от районного центра посёлка Пено недалеко от восточного берега озера Вселуг.

## История
Деревня была указана на карте 1825 года. В 1859 году здесь было учтено 24 двора, в 1939 — 64. До 2020 года входила в Заёвское сельское поселение (Тверская область) Пеновского района до их упразднения.

## Население
Численность населения: 185 человек (1859 год), 35 (русские 100 %) 2002 году, 22 в 2010.